# پیرگیاه
پیرگیاه (نام علمی: Senecio vulgaris) نام یک گونه از سرده پیرگیاه است.